# Polycarpa arnbackae
Polycarpa arnbackae is een zakpijpensoort uit de familie van de Styelidae. De wetenschappelijke naam van de soort werd voor het eerst geldig gepubliceerd door Françoise Monniot in 1964.